# Bonifac Badrov
Bonifac Badrov (Livno, 11. studenog 1896. – Sarajevo, 13. srpnja 1974.) bio je hrvatski katolički svećenik, franjevac i filozof.

## Životopis
Osnovnu je školu završio u Livnu, a gimnaziju u Visokom. Ušao je u franjevački red 1911. godine. Bogoslovne studije završio je u Sarajevu i u Kaloči u Mađarskoj, a filozofiju u Fribourgu. Tamo je doktorirao 1924. godine temom „La notion de la vie d’après Bergson”. Zaređen je za svećenika 1919. godine.
Od 1921. do 1924. predavao je njemački i francuski jezik, a od 1924. do 1941. i filozofiju na Franjevačkoj klasičnoj gimnaziji u Visokom. Od 1934. predavao je filozofiju na Franjevačkoj bogosloviji u Sarajevu.
Rektor franjevačke bogoslovije bio je od 1941. do 1942. te od 1945. do 1948.. Kasnije je bio i gvardijan samostana u Sarajevu te definitor Bosne Srebrene.

## Djela
Članke iz književnosti, filozofije i crkvene povijesti objavljivao je u raznim časopisima.
- „Pojam života prema Bergsonu” (La Notion de la vie d’après Bergson, 1926.)
- „Sabrana djela” (I–III, 1997).[2]

### Članci
- Kovačić, Anton Slavko. 1983. Badrov, Bonifac. Hrvatski biografski leksikon. Zagreb.  journal zahtijeva |journal= (pomoć)

### Mrežna sjedišta
- Badrov, Bonifac. Hrvatska enciklopedija LZMK. Pristupljeno 20. veljače 2024.